# Lébény
Lébény  este un oraș în districtul Mosonmagyaróvár, județul Győr-Moson-Sopron, Ungaria, având o populație de 3.154 de locuitori (2011).

## Demografie
Componența etnică a satului Lébény
     Maghiari (94,91%)
     Germani (4,74%)
     Necunoscut (0,35%)
     Alții (0,35%)
Componența confesională a satului Lébény
     Romano-catolici (54,72%)
     Luterani (14,97%)
     Fără religie (3,61%)
     Necunoscută (25,33%)
     Alte religii (1,59%)
Conform recensământului din 2011, satul Lébény avea 3.154 de locuitori. Din punct de vedere etnic, majoritatea locuitorilor (94,91%) erau maghiari, cu o minoritate de germani (4,74%). Apartenența etnică nu este cunoscută în cazul a 0,35% din locuitori.  Din punct de vedere confesional, majoritatea locuitorilor (54,72%) erau romano-catolici, existând și minorități de luterani (14,97%) și persoane fără religie (3,61%). Pentru 25,33% din locuitori nu este cunoscută apartenența confesională.